# Drelów
Drelów è un comune rurale polacco del distretto di Biała Podlaska, nel voivodato di Lublino.
Ricopre una superficie di 228,03 km² e nel 2006 contava 5 535 abitanti.